# Championnats du monde de duathlon 2004
Navigation
Édition précédente Édition suivante
Les Championnats du monde de duathlon 2004 présentent les résultats des championnats mondiaux de duathlon en 2004 organisés par la fédération internationale de triathlon.
Les 15e championnats se sont déroulés à Geel en Belgique le 30 mai 2004.

## Résultats

### Élite
Distances parcourues
| Distances course (kilomètres) | Distances course (kilomètres) | Distances course (kilomètres) |
| Course à pied                 | Cyclisme                      | Course à pied                 |
| ----------------------------- | ----------------------------- | ----------------------------- |
| 10                            | 40                            | 5                             |

| Rang               | Athlète           | Pays     | Temps           |
| ------------------ | ----------------- | -------- | --------------- |
| Médaille d'or      | Benny Vansteelant | Belgique | 1 h 44 min 24 s |
| Médaille d'argent  | Lino Barruncho    | Portugal | 1 h 44 min 37 s |
| Médaille de bronze | Nicolas Lebrun    | France   | 1 h 44 min 41 s |

| Rang               | Athlète          | Pays        | Temps           |
| ------------------ | ---------------- | ----------- | --------------- |
| Médaille d'or      | Erika Csomor     | Hongrie     | 2 h 00 min 39 s |
| Médaille d'argent  | Analeah Emmerson | Royaume-Uni | 2 h 00 min 49 s |
| Médaille de bronze | Laura Giordano   | Italie      | 2 h 00 min 52 s |

### Moins de 23 ans
Distances parcourues
| Distances course (kilomètres) | Distances course (kilomètres) | Distances course (kilomètres) |
| Course à pied                 | Cyclisme                      | Course à pied                 |
| ----------------------------- | ----------------------------- | ----------------------------- |
| 10                            | 40                            | 5                             |

| Rang               | Athlète            | Pays     | Temps           |
| ------------------ | ------------------ | -------- | --------------- |
| Médaille d'or      | Joerie Vansteelant | Belgique | 1 h 48 min 02 s |
| Médaille d'argent  | Jose Tovar         | Espagne  | 1 h 48 min 54 s |
| Médaille de bronze | Benjamin Grenetier | France   | 1 h 49 min 13 s |

| Rang               | Athlète           | Pays     | Temps           |
| ------------------ | ----------------- | -------- | --------------- |
| Médaille d'or      | Miek Vyncke       | Belgique | 2 h 04 min 12 s |
| Médaille d'argent  | Barbara Zutt      | Pays-Bas | 2 h 04 min 44 s |
| Médaille de bronze | Michelle Fangmann | Pays-Bas | 2 h 05 min 17 s |

### Junior
Distances parcourues
| Distances course (kilomètres) | Distances course (kilomètres) | Distances course (kilomètres) |
| Course à pied                 | Cyclisme                      | Course à pied                 |
| ----------------------------- | ----------------------------- | ----------------------------- |
| 5                             | 20                            | 2,5                           |

| Rang               | Athlète           | Pays        | Temps           |
| ------------------ | ----------------- | ----------- | --------------- |
| Médaille d'or      | Oliver Freeman    | Royaume-Uni | 1 h 01 min 10 s |
| Médaille d'argent  | William Clarke    | Royaume-Uni | 1 h 01 min 28 s |
| Médaille de bronze | Martin Urbanovsky | Slovaquie   | 1 h 01 min 48 s |

| Rang               | Athlète       | Pays             | Temps           |
| ------------------ | ------------- | ---------------- | --------------- |
| Médaille d'or      | Renata Koch   | Hongrie          | 1 h 09 min 50 s |
| Médaille d'argent  | Nicole Hofer  | Suisse           | 1 h 09 min 53 s |
| Médaille de bronze | Anna Hamilton | Nouvelle-Zélande | 1 h 09 min 57 s |

## Tableau des médailles
| Rang  | Nation           | Or | Argent | Bronze | Total |
| ----- | ---------------- | -- | ------ | ------ | ----- |
| 1     | Belgique         | 3  | 0      | 0      | 3     |
| 2     | Hongrie          | 2  | 0      | 0      | 2     |
| 3     | Royaume-Uni      | 1  | 2      | 0      | 3     |
| 4     | Pays-Bas         | 0  | 1      | 1      | 2     |
| 5     | Espagne          | 0  | 1      | 0      | 1     |
| -     | Portugal         | 0  | 1      | 0      | 1     |
| -     | Suisse           | 0  | 1      | 0      | 1     |
| 8     | France           | 0  | 0      | 2      | 2     |
| 9     | Italie           | 0  | 0      | 1      | 1     |
| -     | Nouvelle-Zélande | 0  | 0      | 1      | 1     |
| -     | Slovaquie        | 0  | 0      | 1      | 1     |
| Total | Total            | 6  | 6      | 6      | 18    |